# Kamohara Tatsuya
Tatsuya Kamohara (sinh ngày 8 tháng 7 năm 1983) là một cầu thủ bóng đá người Nhật Bản.

## Sự nghiệp câu lạc bộ
Tatsuya Kamohara đã từng chơi cho Sagan Tosu, FC Ryukyu và FC Machida Zelvia.